# Ле Ламе (Пиза)
Ле Ламе је насеље у Италији у округу Пиза, региону Тоскана.
Према процени из 2011. у насељу је живело 84 становника. Насеље се налази на надморској висини од 32 м.